# Venustiano Carranza
Venustiano Carranza Garza (Cuatro Ciénegas (Coahuila), 29 december 1859 – Tlaxcalantongo, 21 mei 1920) was een Mexicaans politicus. Van 1914 tot 1920 was hij president van Mexico. Carranza was de eerste leider (primer jefe) van de constitutionalisten in de Mexicaanse Revolutie in het verzet tegen de dictator Victoriano Huerta en werd na diens omverwerping in 1914 provisorisch president. Carranza liet in 1917 een nieuwe grondwet uitvaardigen. Hij werd omver geworpen in de rebellie van Agua Prieta van 1920, waarbij hij om het leven kwam.

## Vroege jaren
Carranza was afkomstig uit een rijke familie uit de staat Coahuila. Carranza's vader, de grootgrondbezitter Jesús Carranza, was legerofficier geweest onder Benito Juárez en was een overtuigd liberaal. Carranza was in zijn jongere jaren als landbouwer werkzaam. Na enige tijd begaf hij zich in de gemeentepolitiek en werd later burgemeester van zijn geboorteplaats Cuatro Ciénegas. Hij raakte bevriend met generaal Bernardo Reyes, de machtigste man in het noorden van Mexico, en was een tegenstander van de president van Mexico, generaal Porfirio Díaz. Reyes en Carranza slaagden erin de herverkiezing van de impopulaire gouverneur Jose María Garza Galán te voorkomen. In 1904 werd hij in de Kamer van Senatoren gekozen.

## Revolutie
Carranza richtte de Gematigd Liberale Partij (PML) op. In 1909 verbond hij zich met de liberale opstandelingen van Francisco I. Madero, teneinde Porfirio Díaz ten val te brengen. In 1911 trad Porfirio Díaz af - waarmee een einde kwam aan een periode die in de Mexicaanse geschiedenis als het Porfiriaat bekendstaat. Madero werd president, Madero noemde Carranza tot tijdelijk minister van oorlog. Carranza zelf werd tot gouverneur van Coahuila gekozen.
In 1913 werd Madero omvergeworpen en vermoord door Victoriano Huerta. Huerta stelde de grondwet buiten werking en werd president. Carranza kwam meteen in actie. Hij proclameerde het plan van Guadalupe waarin hij zich afzette tegen Huerta en richtte het Constitutionalistische Leger op, met zichzelf aan het hoofd. De constitutionalisten hoopten Huerta te kunnen verdrijven en de Mexicaanse grondwet van 1857 opnieuw te activeren. Zijn legertje werd al echter snel teruggedrongen, waarna hij naar de staat Sonora vluchtte. Aldaar verbonden de generaals Álvaro Obregón, Pablo González en Pancho Villa zich aan zijn leger, dat nu veel sterker werd. Carranza slaagde erin de verschillende revolutionaire facties onder zijn leiderschap te verenigen. Obregón en Villa boekten grote successen en in de zomer van 1914 ontvluchtte Huerta het land.
| Con las barbas de Carranza voy a hacer una toquilla, pa' ponerse al caballo de su padre Pancho Villa. | Met de baard van Carranza ga ik een hoedje maken, om te zetten op het paard van zijn vader Pancho Villa. |

De constitutionalisten beraadslaagden tijdens de conventie van Aguascalientes over de politieke toekomst van Mexico. Men wilde Eulalio Gutiérrez tot interim-president noemen, tegen het zere been van Carranza, die zelf president wilde worden. Villa, beschermer van Gutiérrez, stelde Carranza een ultimatum waar deze weigerde op in te gaan. Een scheuring in het revolutionaire leiderschap was het gevolg. Carranza verplaatste zijn regering naar Veracruz en benoemde de getalenteerde generaal Obregón tot hoofd van het Constitutionalistische Leger. Deze wist Villa in een aantal geregelde slagen te verslaan, en in 1915 zat Carranza weer in de presidentiële zetel.

## Presidentiële termijn

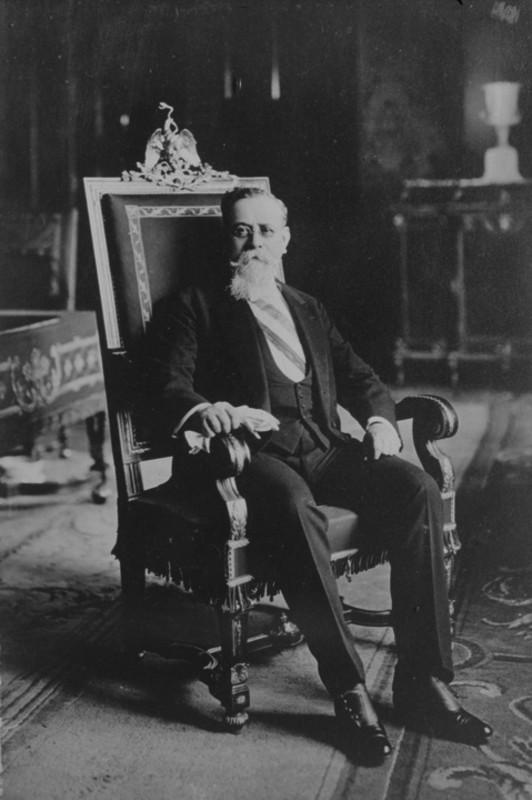
Venustiano Carranza in de presidentiele stoel
(1917)

President Carranza riep in 1916 een grondwetgevende vergadering bijeen in Querétaro. Hij had gehoopt dat op de vergadering werd besloten de liberale grondwet van 1857 met een paar lichte wijzigingen te herstellen. De grondwetgevende vertegenwoordigers bleken echter veel radicaler, en kwamen met een socialistisch getinte en antiklerikale grondwet. De Mexicaanse grondwet van 1917 legde het grondbezit aan banden, kende de staat de winning van grondstoffen toe en legde de Rooms-Katholieke Kerk zware beperkingen op. Het bleek echter duidelijk dat de gematigde liberaal Carranza geenszins van plan was haar naar de letter na te leven. Voor Carranza was de revolutie vooral een politieke omwenteling, en hij moest niet veel hebben van sociale hervorming.
Carranza zette zich in om de levensstandaard van de Mexicanen te verbeteren. Hij bestreed alcoholisme en prostitutie, begon een inentingsprogramma en voerde het ejidosysteem opnieuw in. Carranza voerde ook een krachtige alfabetiseringscampagne door: aan het einde van zijn presidentschap bezocht reeds 80% van de jongeren een school. Hoewel zijn constitutionalisten de revolutie gewonnen hadden, slaagde hij er niet in het land volledig te pacificeren. In verschillende delen van het land waren nog steeds opstandelingen actief: Villa in het noorden, Manuel Peláez in de Huasteca, Félix Díaz rond Veracruz, Saturnino Cedillo in San Luis Potosí en Guillermo Meixueiro in Oaxaca. Carranza weigerde met hen te onderhandelen of hun een amnestie aan te bieden, en zag militair ingrijpen als de enige oplossing. Onder zijn bewind lukte het niet het land geheel te pacificeren, hij wist slechts Emiliano Zapata en Felipe Ángeles uit te schakelen.
Carranza stond bekend als een vriendelijk maar koppig man. Vanwege zijn bril en baard werd hij in Mexico als een soort vaderfiguur gezien. Hoewel hij zelf niet corrupt was, waren velen van zijn medestanders dat wel. Hij deed weinig tegen deze corruptie, waardoor hij Obregón en anderen van hem vervreemdde. Dit gaf zelfs aanleiding tot het ontstaan van een nieuw werkwoord, carrancear, dat 'stelen' betekende.

## Dood en nalatenschap
Tot onvrede van de meeste van zijn generaals benoemde Carranza in 1919 Ignacio Bonillas tot kandidaat voor de presidentsverkiezingen van 1920, terwijl hij zich uitsprak tegen militarisme, duidelijk een verwijzing naar Obregón. Dit bleek een fatale inschattingsfout. Bonillas, voormalig ambassadeur in de Verenigde Staten, was een volslagen onbekende en beschikte niet over een eigen achterban. Veel generaals, die sowieso al ontevreden waren over het gematigde beleid van Carranza, voelden zich tekortgedaan door de keuze voor Bonillas. Obregón, de werkelijke, militaire winnaar van de revolutie, begon een eigen presidentscampagne.
In april 1920 proclameerde generaal Plutarco Elías Calles het Plan van Agua Prieta, waarin hij opriep tot omverwerping van Carranza en de installatie van Adolfo de la Huerta als voorlopig president. Al snel sloten militairen uit het hele land zich bij Calles aan. Binnen korte tijd viel Mexico-Stad in handen van de rebellen. Carranza was de stad echter al ontvlucht per spoor, zijn hele regering en de goudvoorraad van de nationale bank meenemend. Nadat zijn trein werd bestookt ging hij te voet verder. In de nacht van 20 op 21 mei vond hij onderdak op een boerderij in de deelstaat Puebla, op uitnodiging van de herenboer. Het bleek echter een valstrik, en de boerderij werd aangevallen door manschappen van de rebellerende generaal Rodolfo Herrera. Tijdens het vuurgevecht raakte hij gewond aan zijn been. Carranza besloot zijn moord niet af te wachten en schoot zichzelf dood.
Het belangrijkste wapenfeit uit Carranza's regering was het aannemen van de grondwet, die heden ten dage nog steeds functioneert. Desalniettemin was Carranza zelf geen voorstander van deze grondwet. Carranza stond meer in de traditie van het negentiende-eeuwse liberalisme dan in dat van het revolutionaire socialisme. Hoewel hij op papier de winnaar was van de Mexicaanse Revolutie waren het in feite zijn generaals die Revolutie mogelijk hadden gemaakt. Deze twee fricties werden hem uiteindelijk noodlottig. Desalniettemin zijn in Carranza's regeringstermijn de grondslagen gelegd voor het moderne Mexico.
- Biblioteca Nacional de España: XX1327411
- Bibliothèque nationale de France: cb119728109 (data)
- Gemeinsame Normdatei: 118870106
- International Standard Name Identifier: 0000 0001 2131 4883
- Library of Congress Control Number: n80161568
- Nationale Bibliotheek van Israël: 987007449076705171
- Nationale Bibliotheek van Polen: a0000002188628
- Nederlandse Thesaurus van Auteursnamen: 073602167
- SNAC: w6xd1kxv
- Système universitaire de documentation: 027752739
- Virtual International Authority File: 47559474
- WorldCat: E39PBJgmQ4KJVqR7Ryhbrw74MP